# 澳大利亚巡洋舰列表

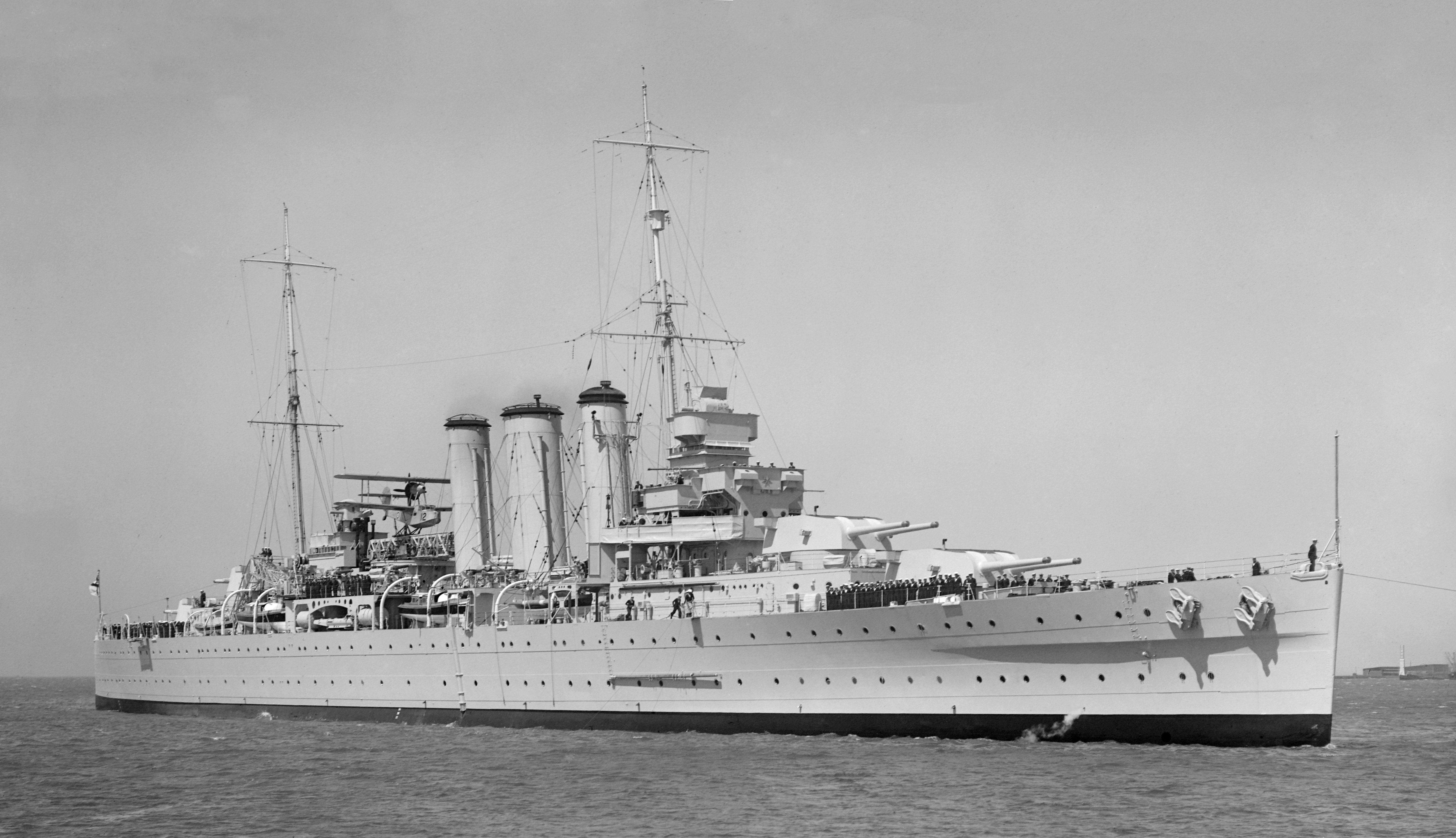
1937年10月的“澳大利亚”号，这是澳大利亚海军旗下的三艘重巡洋舰之一。

澳大利亚巡洋舰列表收录澳大利亚皇家海军旗下曾服役过的巡洋舰。澳大利亚皇家海军在1910至1950年代期间曾服役过多种巡洋舰。首艘为防护巡洋舰“敌手”号，随后配备两艘帕罗若斯级巡洋舰。此后又引入战列巡洋舰“澳大利亚”号——该舰系英国海军部为加强海外自治领防御力量计划所获。同期还购入三艘城级轻巡洋舰，第四艘于数年后入役。为替换老旧舰艇，后续又配备两艘郡级重巡洋舰及三艘利安德级轻巡洋舰，其中一艘原郡级舰在英国皇家海军移交后填补了因事故损失的同级舰空缺。
澳大利亚巡洋舰在第一次世界大战期间主要执行太平洋、大西洋、印度洋及北海的巡逻与护航任务，其中城级的“悉尼”号于1914年在科科斯海战中击败德国轻巡洋舰“埃姆登”号。战后，“澳大利亚”号、“敌手”号及“探索者”号被主动凿沉，首批三艘城级舰则遭拆解。1939年第二次世界大战爆发后，这些舰艇参与地中海战役与太平洋战役的多场行动：利安德级“悉尼”号在1941年与德国辅助巡洋舰“鸬鹚”号的交战中沉没；次年“珀斯”号在巽他海峡海战、“堪培拉”号在萨沃岛海战中均被日军击沉。幸存舰艇持续服役至战后数十年间陆续拆解。
| 主要武器 | 主炮数量和口径                   |
| 排水量   | 作战时舰只满载排水量             |
| 推进系统 | 推进系统数量、类型和最大速度     |
| 开建日期 | 开始安放龙骨、开始舰体建造的日期 |
| 下水日期 | 舰只下水的日期                   |
| 交付日期 | 舰只交付使用或正式入役的日期     |
| 结局     | 舰只最终结局（例如沉没、拆解）   |

## 防护巡洋舰

### “敌手”号

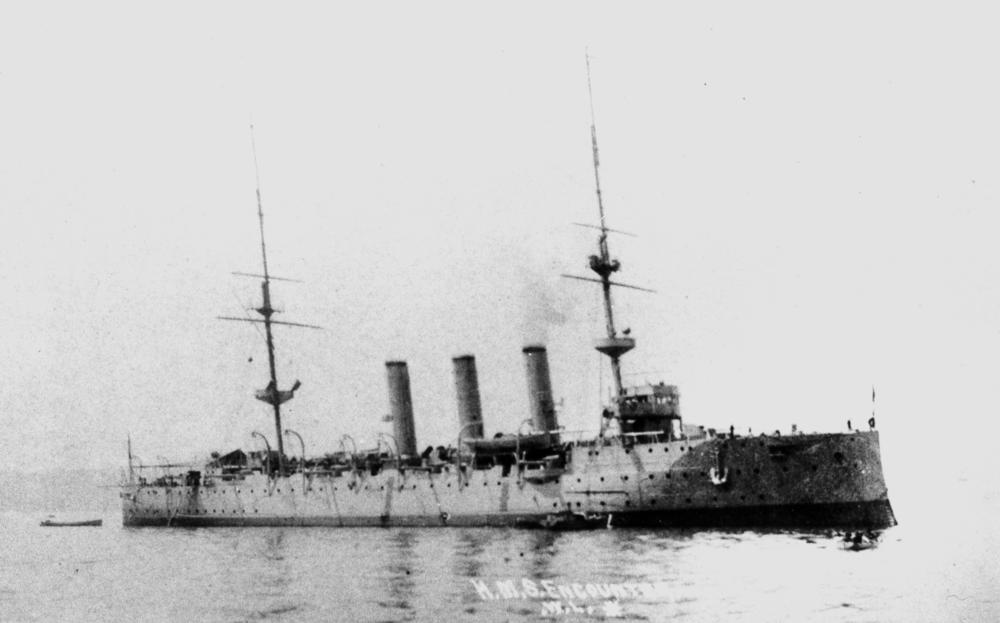
“敌手”号

“敌手”号是挑战者级防护巡洋舰的一员，原为英国皇家海军1905年服役的“敌手”号。挑战者级设计本质上是对前型日食级的翻版，最初被归类为二级巡洋舰。相较前型的主要改进包括采用统一的152毫米主炮组和安装更强大的推进系统。
该舰在英国服役期间始终隶属澳大利亚分舰队，直至1912年7月移交澳大利亚皇家海军作为借用舰艇。1914年第一次世界大战爆发后，“敌手”号参与德属新几内亚占领行动，为登陆部队提供炮火支援并俘获多艘德国船只。战争期间主要在澳大利亚及东南亚海域执行巡逻任务，兼负船队护航。战后先作为训练舰使用，1919年正式划归澳大利亚海军。1920年转入预备役，1923年改为仓库船并更名为“企鹅”号（Penguin），1929年退役后于1932年9月被主动凿沉。
| 舰名     | 主要武器    | 排水量 | 推进系统                             | 服役      | 服役      | 服役      | 服役       |
| 舰名     | 主要武器    | 排水量 | 推进系统                             | 开建日期  | 下水日期  | 交付日期  | 结局       |
| -------- | ----------- | ------ | ------------------------------------ | --------- | --------- | --------- | ---------- |
| “敌手”号 | 11门152毫米 | 5970吨 | 2台三胀式发动机，21节（39公里/小时） | 1901年1月 | 1902年6月 | 1912年7月 | 1932年沉没 |

### 帕罗若斯级

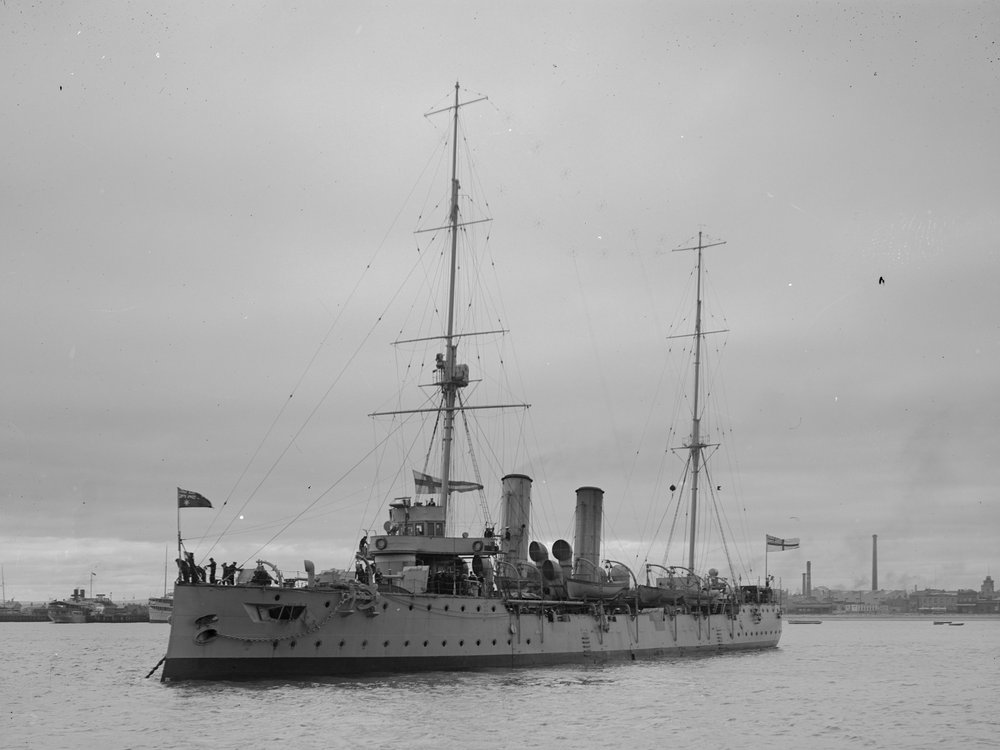
20世纪10年代的“探索者”号

“探索者”号和“普赛克”号原为英国皇家海军服役的“探索者”和“普赛克”号，属于帕罗若斯级巡洋舰。该级舰以前型珍珠级为基础设计，但舰体略小且火力较弱，通过配备更强劲的动力装置和优化舰体线型以获得更高航速。
两舰在英国皇家海军服役初期主要在地中海和北美及加勒比海执行常规任务。“探索者”号于1912年移交澳大利亚皇家海军，“普赛克”号则于1915年先行借用。第一次世界大战期间，两舰初期负责部队运输船队护航及搜捕德国袭击舰。“探索者”号1914年底参与封锁德属东非，后支援东非战役直至1916年退役；“普赛克”号活动于印度洋和中国近海，1918年停用。“探索者”号于1931年2月在悉尼附近被主动凿沉，“普赛克”号则于1922年作为木材运输船出售，直至1940年在风暴中沉没。
| 舰名       | 主要武器   | 排水量 | 推进系统                             | 服役       | 服役      | 服役      | 服役       |
| 舰名       | 主要武器   | 排水量 | 推进系统                             | 开建日期   | 下水日期  | 交付日期  | 结局       |
| ---------- | ---------- | ------ | ------------------------------------ | ---------- | --------- | --------- | ---------- |
| “探索者”号 | 8门102毫米 | 2135吨 | 2台三胀式发动机；18节（33公里/小时） | 1897年12月 | 1899年6月 | 1913年3月 | 1931年沉没 |
| “普赛克”号 | 8门102毫米 | 2135吨 | 2台三胀式发动机；18节（33公里/小时） | 1897年11月 | 1898年7月 | 1915年7月 | 1940年沉没 |

## 战列巡洋舰

### “澳大利亚”号

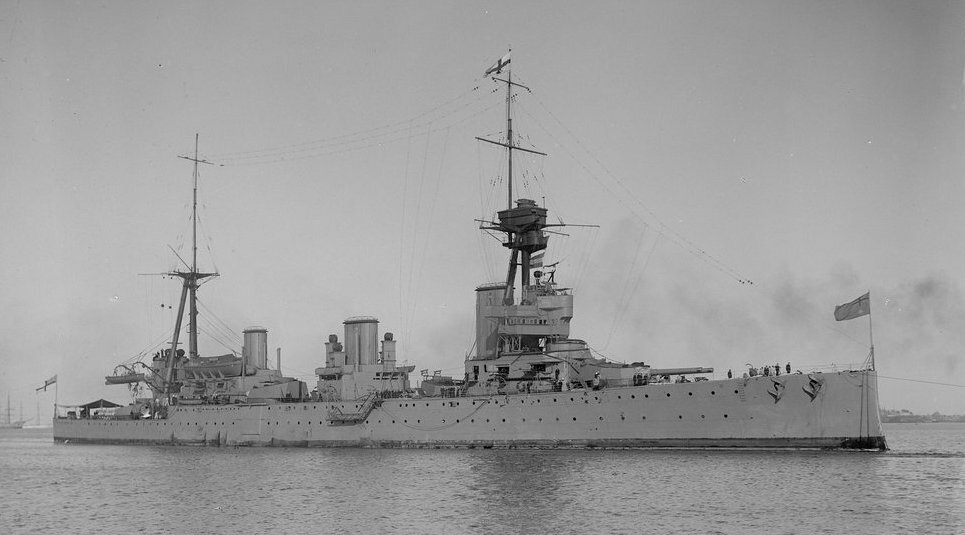
1914年的“澳大利亚”号

“澳大利亚”号是不倦级战列巡洋舰的一员。该级设计是无敌级的改良版本，具备更远的航程和更优的舯部炮塔射界。澳大利亚皇家海军购入该舰是基于英国海军部提出的“舰队单位”计划——该计划旨在鼓励海外自治领组建由1艘战列巡洋舰、3艘轻巡洋舰、6艘驱逐舰和3艘潜艇组成的海军力量。澳大利亚最终成为唯一完整配备这一舰队编制的自治领。
“澳大利亚”号在和平时期主要执行澳大利亚各港口间的巡航任务。1914年第一次世界大战爆发后，该舰最初被部署搜寻德国东亚分舰队，次年转隶英国大舰队，战争期间始终在北海巡逻并参与例行训练，未曾经历实战。战后返回澳大利亚，因海军预算削减被改为训练舰，1921年底退役后于1924年4月在悉尼附近海域被主动凿沉。
| 舰名         | 主要武器   | 排水量  | 推进系统                         | 服役      | 服役       | 服役      | 服役       |
| 舰名         | 主要武器   | 排水量  | 推进系统                         | 开建日期  | 下水日期   | 交付日期  | 结局       |
| ------------ | ---------- | ------- | -------------------------------- | --------- | ---------- | --------- | ---------- |
| “澳大利亚”号 | 8门305毫米 | 22490吨 | 2台蒸汽轮机；25节（46公里/小时） | 1910年6月 | 1911年10月 | 1913年6月 | 1924年沉没 |

## 轻巡洋舰

### 城级

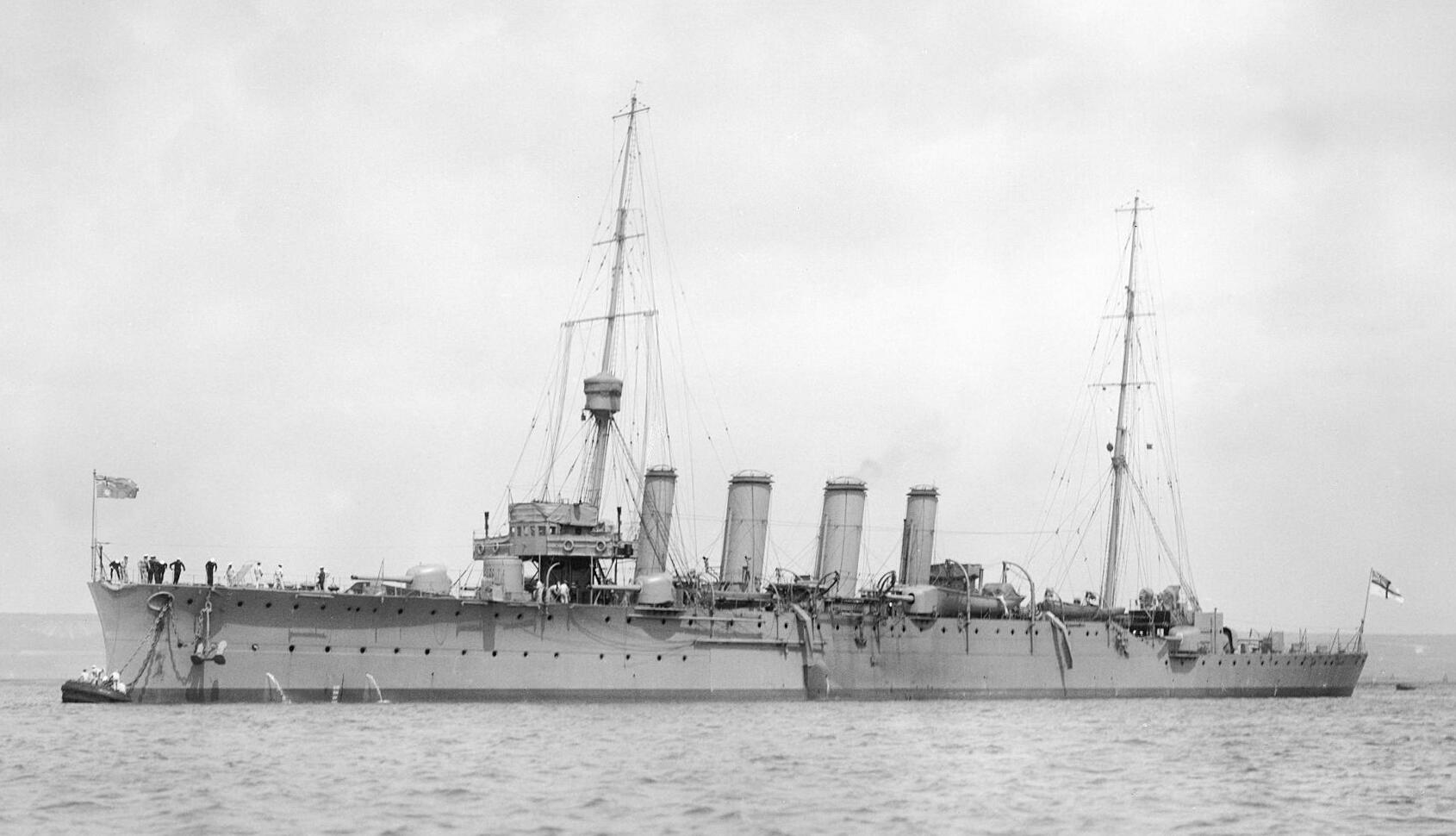
1913年的“悉尼”号

“墨尔本”号、“悉尼”号和“布里斯班”号属于城级的亚型查塔姆级，“阿德莱德”号则为伯明翰级成员。查塔姆级针对前几批次的缺陷进行改进，采用更长的艏楼改善适航性并加厚装甲带。“墨尔本”号与“悉尼”号在英国建造，“布里斯班”号则在英国协助下于澳大利亚本土建造。伯明翰级与前代亚型的唯一区别在于艏楼增设一门152毫米舰炮。“阿德莱德”号虽也在澳建造，但因一战爆发导致工程严重延误。
“墨尔本”号与“悉尼”号在和平时期执行常规勤务。一战爆发后，两舰负责护航任务并参与夺取德国在太平洋的殖民地，其中“悉尼”号于1914年11月在科科斯海战中击败德国轻巡洋舰“埃姆登”号。此后两舰转战大西洋和北海执行巡逻直至战争结束。“布里斯班”号则主要在印度洋巡逻。“墨尔本”号与“悉尼”号于1920年代末拆解，“布里斯班”号在后续十余年间反复启封服役直至1936年拆解。“阿德莱德”号因战争延误建造，战后才服役，在战间期主要作为训练舰使用。二战期间承担澳大利亚周边海域及印度洋的护航巡逻任务，1946年退役后于1949年拆解。
| 舰名         | 主要武器   | 排水量 | 推进系统                         | 服役       | 服役      | 服役       | 服役       |
| 舰名         | 主要武器   | 排水量 | 推进系统                         | 开建日期   | 下水日期  | 交付日期   | 结局       |
| ------------ | ---------- | ------ | -------------------------------- | ---------- | --------- | ---------- | ---------- |
| “墨尔本”号   | 8门152毫米 | 6100吨 | 2台蒸汽轮机；25节（46公里/小时） | 1911年4月  | 1912年5月 | 1913年1月  | 1928年拆解 |
| “悉尼”号     | 8门152毫米 | 6100吨 | 2台蒸汽轮机；25节（46公里/小时） | 1911年2月  | 1912年8月 | 1913年6月  | 1929年拆解 |
| “布里斯班”号 | 8门152毫米 | 6100吨 | 2台蒸汽轮机；25节（46公里/小时） | 1913年1月  | 1915年9月 | 1916年10月 | 1936年拆解 |
| “阿德莱德”号 | 9门152毫米 | 6260吨 | 2台蒸汽轮机；25节（46公里/小时） | 1915年11月 | 1918年7月 | 1922年8月  | 1949年拆解 |

### 利安德级

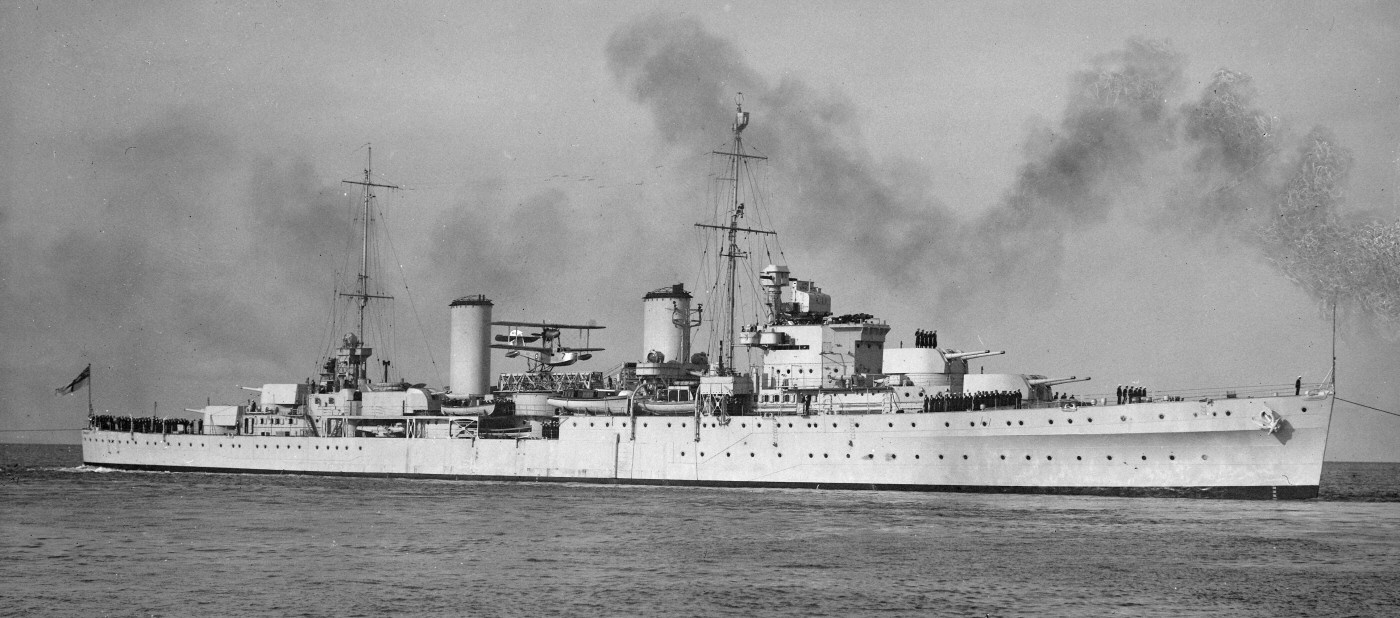
约1938至1939年间的“霍巴特”号

“悉尼”号、“霍巴特”号和“珀斯”号属于利安德级。该设计基于約克級重巡洋艦，旨在具备多功能性以执行不同任务。澳大利亚舰艇采用略微修改的设计，主要区别在于机舱布局不同，这导致尺寸稍大并增加了第二根烟囱。这些舰船最初为英国皇家海军订购，分别命名为“法厄同”号、“阿波罗”号和“安菲翁”号。“悉尼”号在建造期间就被澳大利亚皇家海军购入，而另外两艘舰艇则在英国服役数年后被收购。 
“悉尼”号和“霍巴特”号在第二次世界大战初期为东南亚和印度洋的船队提供护航，而“珀斯”号最初在加勒比海执行巡逻任务。“悉尼”号于1940年进入地中海，并在斯帕达角海战中击沉了意大利巡洋舰“巴托罗缪·科莱奥尼”号。1941年初，它被“珀斯”号接替并返回本土，而“珀斯”号则在同年中期被“霍巴特”号换岗并同样返回国内。“悉尼”号在1941年11月与德国伪装袭击舰“鸬鹚”号交战后沉没。随着太平洋战役的爆发，“霍巴特”号和“珀斯”号被调往参战，但后者于1942年3月在巽他海峡海战中沉没。“霍巴特”号随后参加了珊瑚海海战和瓜达尔卡纳尔战役的行动，直到1943年中期被日本潜艇鱼雷击中，此后一直处于维修状态直至1945年初。重返服役后，它支援了婆罗洲战役的作战行动。该舰于1947年战后退役，并一直闲置直至1962年被拆解。
| 舰名       | 主要武器   | 排水量 | 推进系统                         | 服役      | 服役       | 服役      | 服役       |
| 舰名       | 主要武器   | 排水量 | 推进系统                         | 开建日期  | 下水日期   | 交付日期  | 结局       |
| ---------- | ---------- | ------ | -------------------------------- | --------- | ---------- | --------- | ---------- |
| “悉尼”号   | 8门152毫米 | 9290吨 | 4台蒸汽轮机；32节（59公里/小时） | 1933年7月 | 1934年9月  | 1935年9月 | 1941年沉没 |
| “霍巴特”号 | 8门152毫米 | 9290吨 | 4台蒸汽轮机；32节（59公里/小时） | 1933年8月 | 1934年10月 | 1938年9月 | 1962年拆解 |
| “珀斯”号   | 8门152毫米 | 9290吨 | 4台蒸汽轮机；32节（59公里/小时） | 1933年6月 | 1934年7月  | 1939年6月 | 1942年沉没 |

## 重巡洋舰

### 肯特级

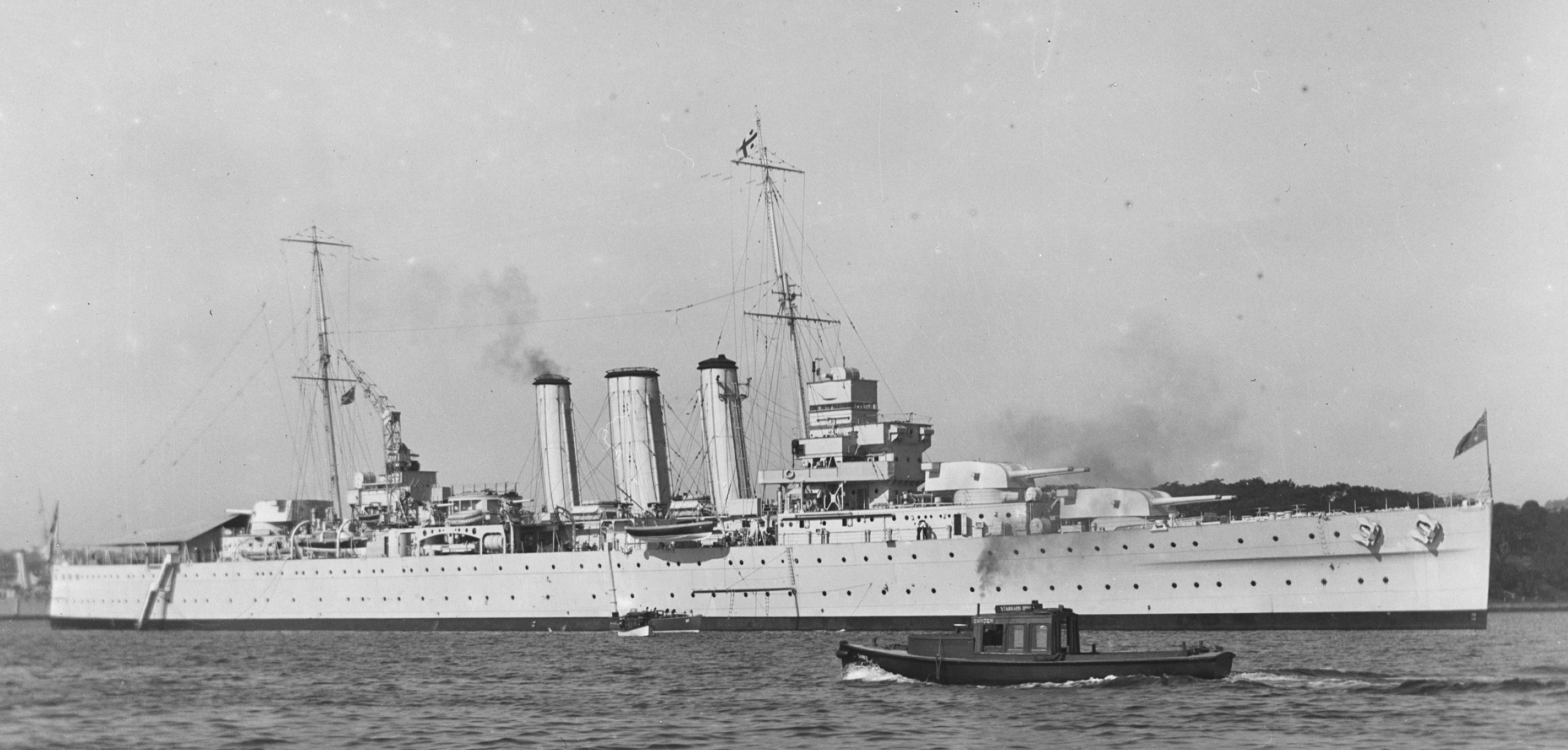
1932年的“堪培拉”号

“澳大利亚”号和“堪培拉”号属于肯特级，而“什罗普郡”号则属于伦敦级。这两个舰级都属于郡级的子级，其的设计是为了遵守《华盛顿海军条约》条款，但设计师在肯特级上难以在排水量限制内兼顾所需的航速、武装、防护和续航力，因此略微降低了动力以换取为主装甲带和甲板增加最低限度的防护。伦敦级的设计本质上与肯特子级相同，但进行了细微修改，主要是移除了防鱼雷凸出部并略微提升了防护水平。 
“澳大利亚”号和“堪培拉”号在和平时期主要在本土海域活动。1939年第二次世界大战爆发后，“澳大利亚”号执行了澳大利亚与非洲之间的护航任务，并于1940年支援挪威战役和达喀尔战役。“堪培拉”号则在本土及印度洋进行巡逻。两舰自1942年起参与太平洋战役，其中“澳大利亚”号参加了珊瑚海海战，随后两舰均投入瓜达尔卡纳尔战役——“堪培拉”号于1942年8月在萨沃岛海战中沉没。英国皇家海军在堪培拉号损失后将“什罗普郡”号移交给澳大利亚皇家海军，此后数年这些巡洋舰相继参与了新不列颠战役、阿德默勒尔蒂群岛战役、新几内亚战役、新乔治亚群岛战役和菲律宾战役。战后它们被用作训练舰，直至1950年代相继被拆解。
| 舰名         | 主要武器   | 排水量  | 推进系统                         | 服役      | 服役      | 服役      | 服役       |
| 舰名         | 主要武器   | 排水量  | 推进系统                         | 开建日期  | 下水日期  | 交付日期  | 结局       |
| ------------ | ---------- | ------- | -------------------------------- | --------- | --------- | --------- | ---------- |
| “澳大利亚”号 | 8门203毫米 | 13715吨 | 4台蒸汽轮机，31节（57公里/小时） | 1925年8月 | 1927年3月 | 1928年4月 | 1955年拆解 |
| “堪培拉”号   | 8门203毫米 | 13715吨 | 4台蒸汽轮机，31节（57公里/小时） | 1925年9月 | 1927年5月 | 1928年7月 | 1942年沉没 |
| “什罗普郡”号 | 8门203毫米 | 13530吨 | 4台蒸汽轮机，31节（57公里/小时） | 1927年2月 | 1928年7月 | 1943年4月 | 1954年拆解 |

## 脚注

### 引文
1. ↑  Gröner 1990，第ix頁
2. ↑  Roberts 1979，第79頁
3. ↑  Cassells 2000，第68頁
4. ↑  Bastock 1975，第49頁
5. 1 2 3  Cassells 2000，第67頁
6. ↑  Cassells 2000，第67–68頁
7. ↑  Roberts 1979，第83頁
8. ↑  Cassells 2000，第112–113, 117–118頁
9. 1 2 3 4  Cassells 2000，第112, 117頁
10. ↑  Roberts 1997，第28–29頁
11. ↑  Lambert 1996，第64–67頁
12. ↑  Cassells 2000，第16–18頁
13. 1 2  Preston 1985，第27頁
14. ↑  Roberts 1997，第83頁
15. ↑  Roberts 1997，第44頁
16. ↑  Roberts 1997，第76頁
17. 1 2 3 4 5  Preston 1985，第53–54頁
18. ↑  Whitley 1995，第15頁
19. ↑  Cassells 2000，第35–36, 78–79, 143頁
20. ↑  Whitley 1995，第15–16頁
21. ↑  Konstam 2012a，第12, 14頁
22. ↑  Whitley 1995，第19–20頁
23. ↑  Whitley 1995，第20–21頁
24. 1 2 3 4  Whitley 1995，第19頁
25. ↑  Whitley 1995，第84頁
26. ↑  Konstam 2012b，第8–9頁
27. ↑  Whitley 1995，第87頁
28. ↑  Konstam 2012b，第11–12頁
29. ↑  Whitley 1995，第16–19頁
30. 1 2 3 4  Whitley 1995，第16, 87頁